# Znakovni jezik
Znakovni jezici su jezici koji se koriste pokretima ruku i mimikom za prenošenje značenja, za razliku od govornih jezika koji rabe govor. Punopravni su ostalim, govorenim, prirodnim jezicima s vlastitom gramatikom i leksikom. Znakovni jezici nisu univerzalni i obično nisu međusobno razumljivi ako sugovornik upotrebljava neki drugi nacionalni znakovni jezik iako postoje i sličnosti među različitim znakovnim jezicima.
Jezikoslovci smatraju i govorne jezike i znakovne jezike vrstama prirodnih jezika, a to znači da su obje vrste nastale apstraktnim, dugotrajnim procesom sazrijevanja i razvile se spontano tijekom vremena. Znakovni jezik ne treba miješati s govorom tijela, vrstom neverbalne komunikacije.
Znakovni jezici razvili su se kao učinkovita sredstva komunikacije gdje god postoje zajednice gluhih osoba i čine jezgru mjesnih kultura gluhih. Iako se znakovnim jezikom ponajprije koriste gluhe i nagluhe osobe, upotrebljavaju ga i čujuće osobe kao što su oni koji fizički ne mogu govoriti, oni koji imaju problema s govornim jezikom zbog invaliditeta ili stanja i oni s gluhim članovima obitelji što uključuje i djecu gluhih odraslih osoba.
Točan broj znakovnih jezika u svijetu nije poznat. Okvirno se može ustvrditi kako svaka država ima svoj izvorni znakovni jezik premda neke imaju više od jednoga. Izdanje Ethnologuea iz 2021. navodi 150 znakovnih jezika, dok ih SIGN-HUB-ov Atlas struktura znakovnog jezika navodi preko 200 i napominje da ih ima još koji nisu zabilježeni ili otkriveni. Od 2021. godine indopakistanski znakovni jezik postao je najkorišteniji znakovni jezik na svijetu, a Ethnologue ga rangira kao 151. jezik prema broju govornika u svijetu.
Neki su znakovni jezici pravno prepoznati.
Jezikoslovci razlikuju prirodne znakovne jezike od drugih sustava koji su im prethodili ili su pak iz njih nastali kao što su umjetno stvoreni ručni kodovi za govorne jezike, kućni znakovi, „znakovi za bebe” (eng. baby sign) i znakovi koje su naučili neljudski primati.

## Povijest
Mnoge su gluhe osobe kroz povijest koristile znakovne jezike. Jedan od najranijih zapisa o znakovnom jeziku datira iz petoga stoljeća prije nove ere, u Platonovom Kratilu, gdje Sokrat kaže: "Da nemamo glas ili jezik, i da želimo izraziti stvari jedni drugima, ne bismo li pokušali dati znakove pomicanjem ruku, glave i drugih dijelova tijela, baš kao što danas rade nijemi ljudi ?" Sve do 19. stoljeća većina onoga što se zna o povijesnim znakovnim jezicima bilo je ograničeno na ručne abecede (sustave sricanja prstima) koje su izumljene kako bi se olakšao prijenos riječi iz govornog jezika u znakovni jezik, a ne na dokumentaciju samog jezika.
Najraniji zapisi o kontaktu Europljana i domorodačkog stanovništva regije Meksičkog zaljeva, na području današnjega Teksasa i sjevernoga Meksika, bilježe potpuno formiran znakovni jezik koji je već bio u uporabi prije dolaska Europljana. Ovi zapisi uključuju navode Cabeze de Vaca iz 1527. i Coronada iz 1541.
Španjolski svećenik Pedro Ponce de León (1520. – 1584.) razvio je prvu ručnu abecedu.
Godine 1620. Juan Pablo Bonet objavio je u Madridu es. Reducción de las letras y arte para enseñar a hablar a los mudos ('O prirodi glasova i vještini učenja govora gluhonijemih'). Ovo djelo smatra se prvom modernom raspravom o fonetici znakovnog jezika.
Godine 1680. George Dalgarno objavio je Didascalocophus, or, The deaf and dumb mans tutor, u kojem je predstavio vlastitu metodu obrazovanja gluhih. Ona je uključivala "artrološku" abecedu, gdje se slova označavaju pokazivanjem na različite zglobove prstiju i dlan lijeve ruke. Čujući ljudi tada su već neko vrijeme koristili artrološke sustave; neki nagađaju da se mogu pratiti sve do ranih ogamskih ručnih abeceda.
Samoglasnici ove abecede preživjeli su do danas i mogu se naći u modernim abecedama koje se koriste u britanskom znakovnom jeziku, australskom znakovnom jeziku i novozelandskom znakovnom jeziku. Najranije poznate tiskane slike suglasnika moderne dvoručne abecede pojavile su se 1698. u djelu la. Digiti Lingua (latinski za jezik prstiju), anonimnog autora koji ni sam nije mogao govoriti. Predložio je da ručnu abecedu mogu koristiti gluhi, ali i čujući za komuniciranje u tišini i tajnovitosti ili čisto za zabavu. Devet njegovih slova može se naći u ranijim abecedama, a 17 slova moderne dvoručne abecede može se pronaći među dva prikazana skupa od ukupno 26 oblika šake.
Charles de La Fin 1692. objavio je knjigu u kojoj je opisao abecedni sustav u kojem je pokazivanje na dio tijela predstavljalo jedno slovo, točnije prvo slovo naziva toga dijela (npr. slovo N pokazivalo se dodirivanjem nosa). Samoglasnici su se nalazili na vrhovima prstiju kao i kod drugih britanskih sustava. Opisao je takve kodove i za engleski i za latinski jezik.
Do 1720. britanska ručna abeceda poprimila je više-manje svoj današnji izgled. Ova abeceda koristila se i u zajednicama gluhih (ili barem u učionicama) u bivšim britanskim kolonijama Indiji, Australiji, Novom Zelandu, Ugandi i Južnoj Africi, kao i republikama i pokrajinama bivše Jugoslavije, Velikom Kajmanskom otoku na Karibima, Indoneziji, Norveškoj, Njemačkoj i Sjedinjenim Državama. 
Francuz Charles-Michel de l'Épée objavio je svoju ručnu abecedu u 18. stoljeću, koja je uglavnom nepromijenjena preživjela sve do danas u Francuskoj i Sjevernoj Americi. 1755. godine Abbé de l'Épée osnovao je prvu školu za gluhu djecu u Parizu, a Laurent Clerc bio je vjerojatno njegov najpoznatiji diplomant. Clerc je potom otišao u Sjedinjene Američke Države s Thomasom Hopkinsom Gallaudetom kako bi 1817. osnovali Američku školu za gluhe u Hartfordu, u državi Connecticut. Gallaudetov sin Edward Miner Gallaudet 1857. osnovao je školu za gluhe u Washingtonu, koja je 1864. prerasla u Nacionalni koledž za gluhe. Danas se zove Sveučilište Gallaudet i jedino je sveučilište za gluhe osobe na svijetu s humanističkim studijima.

## Jezikoslovlje
U jezikoslovnomu smislu, znakovni jezici bogati su i složeni kao i svaki drugi govorni jezik, te su jezikoslovna istraživanja potvrdila u njima postojanje temeljnih svojstava prisutnih u svim jezicima. Primjer su takvih svojstava dvostruka artikulacija jezika i rekurzija. Dvostruka artikulacija znači da su jezici sastavljeni od manjih jedinica bez značenja koje se mogu slagati u veće jedinice sa značenjem. Pojam rekurzija označava kako jezici imaju gramatička pravila i izlaz takvoga pravila može biti ulaz istoga pravila. Na primjer, u znakovnim jezicima moguće je stvoriti zavisne rečenice, a zavisna surečenica može sadržavati drugu zavisnu rečenicu.
Znakovni jezici nisu pantomima — drugim riječima, znakovi su konvencionalni, često proizvoljni, odnosno arbitrarni, i nemaju nužno vizualni odnos prema svom referentu, baš kao što ni većina govornih jezika nije onomatopejska. Vizualni modalitet omogućuje jasnije izražavanje ljudske sklonosti za stvaranjem bliskih veza između oblika i značenja. Ona postoji i u govornim jezicima, ali je potisnuta. Međutim, to ne znači da su znakovni jezici vizualni prikaz govornoga jezika. Imaju vlastitu složenu gramatiku i mogu se koristiti za raspravu o bilo kojoj temi, od jednostavnih i konkretnih do složenih i apstraktnih. Znakovne jezike nisu izumili učitelji gluhih, niti su nastali kodiranjem govornoga jezika čujuće zajednice.
Znakovni jezici, poput govornih jezika, organiziraju osnovne jedinice bez značenja u smislene semantičke jedinice. Ova vrsta ustrojstva u prirodnome se jeziku često naziva dvostrukom artikulacijom jezika. Kao i u govornim jezicima, ove jedinice bez značenja predstavljaju se kao (spoj) obilježja, iako se općenitiji opisi često sastoje od pet „parametara”: oblik ruke (ili šake), usmjerenje, lokacija (ili mjesto artikulacije), vrsta pokreta i nemanualne oznake. (Ove jedinice bez značenja u znakovnim jezicima u početku su se zvale heremi, od grčke riječi za ruku, po analogiji s fonemima govornih jezika, od grčke riječi za glas. Sada se ponekad u opisima znakovnih jezika nazivaju fonemima s obzirom na to da im je uloga ista, ali se također o njima piše u terminima „obilježja” ili "parametara".) Općenito gledajući, i znakovni i govorni jezici dijele svojstva koja su jezikoslovci pronašli u svim prirodnim ljudskim jezicima, a to su prolaznost, semantičnost, proizvoljnost, produktivnost i prijenos unutar kulture. 
Zajedničke su jezične značajke mnogih znakovnih jezika pojava klasifikatorskih konstrukcija, visok stupanj fleksije pomoću promjene pokreta i strukture „tema-komentar”. Znakovni jezici mogu istovremeno prenijeti značenje korištenjem više sredstava, npr. korištenjem prostora znakovanja, dviju ruku kao artikulatora te licem i tijelom znakovatelja, za razliku od govornih jezika koji se za izražavanje koriste samo govornim aparatom. Iako još uvijek postoji mnogo nesuglasja o temi ikoničnosti u znakovnim jezicima, klasifikatori se općenito smatraju visoko ikoničnima jer ove složene konstrukcije „funkcioniraju kao predikati koji mogu izražavati bilo što ili sve od sljedećeg: kretanje, položaj, opisivanje, ili informacije o rukovanju predmetom”. Treba napomenuti kako termin klasifikator ne koriste svi koji proučavaju ove konstrukcije, već se koriste pojmom slikovni znakovi (eng. depictive signs).
Danas lingvisti istražuju znakovne jezike kao prave jezike, i zato je lingvistika znakovnih jezika jezikoslovna disciplina. Međutim, kategorija „znakovni jezici” nije bila dodana Jezikoslovnoj bibliografiji (Bibliographie Linguistique) sve do sveska iz 1988., kada se pojavila s 39 unosa.

### Odnos govornih i znakovnih jezika
Česta je zabluda da su znakovni jezici na neki način ovisni o govornim jezicima, da je to govorni jezik izražen znakovima ili da su ga pak izmislile čujuće osobe. Čujući učitelji u školama za gluhe, kao što su Charles-Michel de l'Épée ili Thomas Hopkins Gallaudet, često se netočno nazivaju „izumiteljima” znakovnog jezika. Umjesto toga, znakovne jezike, kao i sve prirodne jezike, razvili su ljudi koji ih koriste, u ovomu slučaju gluhe osobe, koje mogu imati različiti stupanj ovladanosti nekim govornim jezikom.
Kako se znakovni jezik razvija, ponekad se događa posuđivanje elemenata iz govornih jezika, baš kao što svi jezici posuđuju iz drugih jezika s kojima su u dodiru. Znakovni se jezici razlikuju po tome koliko posuđuju iz govornih jezika. U mnogim znakovnim jezicima, ručna abeceda (sricanje slova prstima) može se koristiti za posudbu riječi iz govornoga jezika. Najčešće se koristi za imena ljudi i mjesta te za koncepte za koje u tom trenutku nema znaka, osobito ako su znakovatelji u određenoj mjeri dvojezični u govornom jeziku. Sricanje ponekad može biti izvor novih znakova, kao što pokazuje primjer početnih znakova u kojima oblik šake predstavlja prvo slovo izgovorene riječi s istim značenjem.
Međutim, znakovni su jezici, u cjelini, neovisni o govornim jezicima i imaju različite razvojne puteve. Na primjer, britanski znakovni jezik (BSL) i američki znakovni jezik (ASL) prilično su različiti i međusobno nerazumljivi, premda čujuće osobe u Ujedinjenome Kraljevstvu i Sjedinjenim Državama dijele isti govorni jezik. Gramatike znakovnih jezika obično ne sliče gramatikama govornih jezika koji se koriste u istome zemljopisnom području; zapravo, u nekim aspektima sintakse, ASL ima više sličnosti s govornim japanskim jezikom negoli s engleskim.
Nadalje, države koje koriste jedan govorni jezik mogu imati dva ili više znakovna jezika, a moguće je i da neko područje s više govornih jezika koristi samo jedan znakovni jezik. Južnoafrička Republika dobar je primjer za to jer ima jedanaest službenih i sličan broj neslužbenih govornih jezika. Međutim, ima samo jedan znakovni jezik s dvije inačice nastale zbog toga što su dvije velike škole za gluhe pokrivale različita područja zemlje.

### Prostorna gramatika i istovremenost
Znakovni jezici koriste jedinstvene značajke vizualnog kanala (vid), ali mogu koristiti i dodirne značajke kao što je slučaj s taktilnim znakovnim jezicima koje koriste gluhoslijepe osobe. Govorni jezik uglavnom je linearan i sekvencijski; istovremeno se može proizvesti ili primiti samo jedan glas. Znakovni je jezik, s druge strane, vizualan i, stoga, može se koristiti istovremenim izražavanje. Također, vizualna percepcija omogućuje obradu istovremenih informacija.
Jedan od načina na koji mnogi znakovni jezici koriste prostornu prirodu jezika jest korištenje klasifikatora. Klasifikatori omogućuju znakovatelju da u prostoru prikaže vrstu, veličinu, oblik, kretanje ili opseg referenta.
Međutim, mogućnost istovremenosti u znakovnim jezicima za razliku od govornih jezika ipak je ponekad prenaglašena. Korištenje dvaju ručnih artikulatora podložno je motoričkim ograničenjima, što rezultira velikim stupnjem simetrije u znakovnoj proizvodnji ili pak jednoručnim znakovima. Nadalje, znakovni jezici, baš kao i govorni jezici, ovise o linearnom slijedu znakova u rečenici; veća uporaba istovremenosti najviše se vidi u morfologiji.

### Nemanualna obilježja
Znakovni jezici veliki dio svoje prozodije izražavaju nemanualno. Položaji ili pokreti tijela, glave, obrva, očiju, obraza i usta koriste se u različitim kombinacijama za prikaz raznih informacija kao što su leksičke razlike, gramatička struktura, pridjevi, prilozi ili funkcije diskursa.
Na leksičkoj razini znak može, uz manualnu artikulaciju, imati određena i nemanualna obilježja. Na primjer, izrazi lica mogu pratiti znakove koji izražavaju emocije, pa će tako znak ljut biti popraćen namrštenim licem. Nemanualna obilježja također mogu imati kontrastnu ulogu na leksičkoj razini. Na primjer, u ASL-u (eng. American Sign Language, američki znakovni jezik), dijelovi lica razlikuju međusobno neke znakove. Primjer je znak preveden kao ne još, koji zahtijeva da jezik dotakne donju usnu i da se glava okreće s jedne na drugu stranu, uz manualni dio znaka. Bez ovih obilježja znak bi se protumačio kao kasno. Leksički znakovi mogu biti popraćeni izgovaranjem dijela riječi iz govornog jezika, te time izgovaranje dobiva kontrastnu ulogu. Primjer su manualno identični znakovi za liječnika i bateriju u nizozemskom znakovnom jeziku, a razlikuje ih samo nemanualni sadržaj, odnosno izgovaranje.
Većina rečenica na znakovnom jeziku izvodi se manualno. Međutim, mnoge se gramatičke funkcije izvode nemanualno (tj. licem i gornjim dijelom tijela), kao što su tvorba pitanja, negacije, odnosne rečenice i topikalizacija. Primjerice, ASL i BSL koriste slično nemanualno označavanje za pitanja s da/ne odgovorom: podignute obrve i nagnutu glavu prema naprijed.
Neke pridjevske i priložne informacije također se prenose nemanualno, no ovdje već postoji veći varijabilitet od jezika do jezika. Na primjer, u ASL-u blago otvorena usta s opuštenim i vidljivim jezikom u kutu usta znači 'neoprezno', ali slična nemanualna oznaka u BSL-u znači 'dosadno' ili 'neugodno'.
Diskursne funkcije kao što je izmjena konverzacijskih uloga uvelike su regulirane pokretima glave i smjerom pogleda. S obzirom na to da osoba koja prima poruku mora gledati znakovatelja, znakovatelj može izbjeći dopuštanje drugoj osobi da dođe na red tako da je ne gleda ili pak može pokazati da druga osoba može promijeniti konverzacijsku ulogu tako što će s njom uspostaviti kontakt očima.

### Ikoničnost
Ikoničnost je sličnost ili analogija između oblika znaka (jezičnog ili nekog drugog) i njegova značenja. Ikoničnost je suprotna pojmu proizvoljnosti ili arbitrarnosti. Prva istraživanja o ikoničnosti u ASL-u objavljena su kasnih 1970-ih i ranih 1980-ih. Mnogi rani lingvisti znakovnih jezika odbacili su ideju da je ikoničnost važan aspekt znakovnih jezika, smatrajući da je većina percipirane ikoničnosti ekstralingvistička, odnosno vanjezična. Međutim, mimetički aspekti znakovnog jezika, odnosno znakovi koji oponašaju ili predstavljaju referent, nalaze se u velikom broju znakovnih jezika. Na primjer, kada gluha djeca koja uče znakovni jezik pokušaju izraziti nešto, ali ne znaju konvencionalni znak, često će izmisliti ikonični znak koji pokazuje mimetička svojstva. Iako nikada ne nestaje iz određenog znakovnog jezika, ikoničnost postupno slabi kako se znakovni konvencionaliziraju i naknadno gramatikaliziraju. Kako oblik postaje konvencionalniji, on se na sustavan način širi na ostatak zajednice korisnika znakovnog jezika, pritom poštujući fonološka ograničenja tog znakovnog jezika.
1978. godine psiholog Roger Brown bio je među prvima koji su smatrali da svojstva ASL-a daju jasnu prednost korisnicima, tj. znakovateljima u smislu učenja i pamćenja. Brown je otkrio u svome istraživanju da je grupa od šestero čujuće djece koja je bila poučavana visokoikoničnim znakovima, imala značajno veću vjerojatnost da će se u kasnijem zadatku pamćenja prisjetiti znakova, u odnosu na drugu grupu od šestero djece koja je poučavana znakovima koji su imali mala ili nikakva ikonična svojstva. Za razliku od Browna, lingvisti Elissa Newport i Richard Meier u svojem istraživanju nisu našli utjecaj ikoničnosti na usvajanje ASL-a.
Pioniri lingvistike znakovnih jezika nastojali su dokazati da je ASL pravi jezik, a ne samo skup gesti ili "engleski prikazan rukama". Jedno od prevladavajućih stajališta u to vrijeme bilo je da 'pravi jezici' moraju imati proizvoljan odnosa između oblika i značenja. Dakle, ako se ASL sastoji od znakova koji imaju ikonični odnos između oblika i značenja, prema tadašnjem stajalištu, ne može se smatrati pravim jezikom. Zbog toga je ikoničnost dugo bila uvelike zapostavljena u istraživanju znakovnih jezika. Međutim, ikoničnost je također prisutna i u mnogim govornim jezicima. Na primjer, japanski ima mnoge riječi koje oponašaju zvukove svojih potencijalnih referenta (vidi japanski glasovni simbolizam). Kasniji istraživači stoga su promijenili stajalište u to da se prirodni jezici ne moraju sastojati od proizvoljnog odnosa između oblika i značenja. Vizualna priroda znakovnog jezika omogućuje mu veći stupanj ikoničnosti u usporedbi s govornim jezicima s obzirom na to da se većina predmeta može opisati prototipnim oblikom (npr. stol obično ima ravnu površinu). S druge strane, većina predmeta iz stvarnog svijeta nema prototipne zvukove koji bi se mogli oponašati govornim jezicima (npr. stolovi ne proizvode prototipne zvukove). Međutim, treba napomenuti da znakovni jezici nisu u potpunosti ikonični. S jedne strane, postoji i mnogo proizvoljnih znakova u znakovnim jezicima, a s druge strane, gramatika znakovnog jezika ograničava stupanj ikoničnost. Primjerice, svi poznati znakovni jezici izražavaju leksičke koncepte putem manualno proizvedenih znakova. Od isključivo ikoničnog jezika očekivalo bi se da će se koncept kao što je smiješak izraziti oponašanjem osmijeha (tj. izvođenjem nasmiješenog lica). Međutimm, svi poznati znakovni jezici koncept osmijeha ne izražavaju nasmiješenim licem, već manualno proizvedenim znakom.
Kognitivnolingvistička perspektiva odbacuje tradicionalnu definiciju ikoničnosti kao odnosa između jezičnog oblika i konkretnog referenta. Umjesto toga, ikoničnost određuje kao skup odabranih korespondencija između oblika i značenja znaka. Prema ovome gledištu, ikoničnost je utemeljena na mentalnoj reprezentaciji korisnika jezika ("konstrualno" u kognitivnoj gramatici). Određuje se kao potpuno gramatički i središnji aspekt znakovnog jezika, a ne kao periferni fenomen. 
Kognitivnolingvistička perspektiva također dopušta da neki znakovi budu potpuno ikonični ili djelomično ikonični, s obzirom na broj podudarnosti između mogućih parametara oblika i značenja. Na taj način znak za pitati u izraelskom znakovnom jeziku (ISL) ima dijelove oblika koji su ikonični ("odmaknuti se od usta" znači "nešto dolazi iz usta") i dijelove koji su proizvoljni (oblik ruke i orijentacija). 
Mnogi znakovi sadrže metaforička, ikonička ili metonimijska mapiranja. Za ove znakove postoje trosmjerne korespondencije između oblika, konkretnog izvora i apstraktnog ciljnog značenja. Znak iz ASL-a učiti pokazuje ovu trosmjernu korespondenciju. Apstraktno ciljano značenje je "učenje". Konkretan izvor je stavljanje predmeta iz knjiga u glavu, dok je oblik hvatajuća ruka koja se kreće od otvorenog dlana prema čelu. Ikonička korespondencija je između oblika i konkretnog izvora. Metaforička korespondencija je između konkretnog izvora i apstraktnog ciljnog značenja. Budući da je konkretni izvor povezan s dvije korespondencije, ovakvi se metaforičke znakove nazivaju "dvostruko mapiranima".

### Klasifikacija
Premda su se znakovni jezici prirodno pojavili u zajednicama gluhih uz ili među govornim jezicima, oni nisu s njima povezani i u svojoj srži imaju različitu gramatiku.
Znakovni se jezici mogu klasificirati prema tome kako su nastali.
U zajednicama koje ne poznaju znakovni jezik, a postoji potreba za komunikacijom sredstvom koje nije govor, razvijaju se takozvani kućni znakovi (eng. home sign) koji nisu cjeloviti jezik, već su bliži pidžinu. Kućni su znakovi amorfni i idiosinkratični za određenu obitelj, s obzirom na to da gluho dijete nema kontakta s drugom gluhom djecom i nije izloženo znakovnom jeziku. Takvi se sustavi općenito ne prenose s generacije na generaciju. Tamo gdje se prenose, očekuje se da će doći do kreolizacije, što će rezultirati punim jezikom. Međutim, kućni znakovi također mogu biti bliži potpunome jeziku u zajednicama u kojima čujuća populacija ima gestovni način jezika; primjeri uključuju različite australske aboridžinske znakovne jezike i gestovne sustave diljem zapadne Afrike, kao što je Mofu-Gudur u Kamerunu.
Seoski znakovni jezik lokalni je autohtoni jezik koji se obično javlja tijekom nekoliko generacija u relativno izoliranoj zajednici koja ima visoku pojavnost gluhoće. Seoski znakovni jezik koriste i gluhi i veliki dio čujuće zajednice koja ima gluhu obitelj ili prijatelje. Najpoznatiji od njih vjerojatno je izumrli znakovni jezik s Martha's Vineyarda u SAD-u, ali postoje i brojni seoski jezici raspršeni diljem Afrike, Azije i Amerike.
S druge strane, znakovni jezici zajednice gluhih nastaju tamo gdje se gluhe osobe okupljaju kako bi stvorile vlastite zajednice. To uključuje znakovni jezik vezan za škole, poput nikaragvanskog znakovnog jezika, koji se razvijaju među učenicima u školama za gluhe koje ne koriste znakovni jezik kao jezik podučavanja, kao i jezike zajednice poput bamačkog znakovnog jezika, koji nastaju tamo gdje se okupljaju pretežito neobrazovani gluhi ljudi, primjerice u urbanim središtima radi zapošljavanja. Isprva, znakovni jezici zajednice gluhih općenito nisu poznati čujućoj populaciji, u mnogim slučajevima čak ni članovima uže obitelji. Međutim, oni mogu rasti i širiti se te u nekim slučajevima postaju jezik podučavanja i dobivaju službeno priznanje, kao što slučaj s ASL-om.
Oba su pak u suprotnosti s jezicima čije je govorenje tabu, kao što su različiti aboridžinski australski znakovni jezici, koje je razvila čujuća zajednica, a gluhi ih koriste tek sekundarno. Međutim, upitno je jesu li većina takvih jezika pravi jezici, a ne manualno kodirani govorni jezici. Ipak, nekoliko njih, poput znakovnog jezika Yolngu, neovisno je o bilo kojem govornom jeziku. Čujuće osobe mogu razviti i znakove za komunikaciju s govornicima drugih jezika, kao što je slučaj sa znakovnim jezikom prerijskih Indijanaca. Radi se o sustavu znakovanja nastalome u jezičnome dodiru, odnosno pidžinu koji očito nisu koristili gluhi ljudi u prerijskim nacijama, iako je vjerojatno utjecao na kućne znakove.
Jezični dodir i kreolizacija uobičajeni su u razvoju znakovnih jezika, što otežava jasnije klasifikacije jezičnih porodica – često je nejasno je li leksička sličnost posljedica posuđivanja, zajedničkog matičnog jezika ili je pak postojao jedan ili više matičnih jezika, kao što je slučaj kada se nekoliko seoskih znakovnih jezika stope u jezik zajednice gluhih. Jezični dodir javlja se između znakovnih jezika, između znakovnih i govornih jezika (znakovi nastali u jezičnome dodiru, vrsta pidžina), te između znakovnih jezika i gestovnih sustava koje koristi šira zajednica. Jedan je autor nagađao da bi znakovni jezik Adamorobe, seoski znakovni jezik u Gani, mogao biti povezan s "gestovnim žargonom trgovaca koji se koristi na tržištima diljem zapadne Afrike", kako u vokabularu, tako i u prozodiji i fonetici.
- britanski znakovni jezik (eng. British Sign Language, BSL), australski znakovni jezik (eng. Australian Sign Language, Auslan) i novozelandski znakovni jezik (eng. New Zealand Sign Language, NZSL) obično se smatraju jezikom poznatim kao BANZSL. Znakovni jezik pokrajine Maritimes i južnoafrički znakovni jezik također su povezani s BSL-om.[50]
- danski znakovni jezik i iz njega proizašli norveški znakovni jezik i islandski znakovni jezik uglavnom su međusobno razumljivi korisnicima švedskog znakovnog jezika. Finski znakovni jezik i portugalski znakovni jezik potječu od švedskog znakovnog jezika, iako s lokalnom primjesom u slučaju međusobno nerazumljivog finskog znakovnog jezika. Danski znakovni jezik ima utjecaj francuskog znakovnog jezika te ih Wittmann smješta u tu obitelj,[49] iako predlaže da su švedski, finski i portugalski znakovni jezik zapravo povezani s britanskim znakovnim jezikom.
- indijski znakovni jezik sličan je pakistanskom znakovnom jeziku. U indijskom znakovnom jeziku koristi se dvoručna abeceda, slično kao i u britanskom znakovnom jeziku.
- smatra se da su japanski znakovni jezik, tajvanski znakovni jezik i korejski znakovni jezik članovi porodice japanskih znakovnih jezika.[51]
- značajna je porodica francuskog znakovnog jezika. Postoji niz znakovnih jezika koji su proizašli iz francuskog znakovnog jezika (fr. langue des signes française, LSF) ili su rezultat jezičnog dodira između znakovnih jezika lokalne zajednice i LSF-a. To uključuje: francuski znakovni jezik, talijanski znakovni jezik, kvebečki znakovni jezik, američki znakovni jezik, irski znakovni jezik, ruski znakovni jezik, nizozemski znakovni jezik (NGT), španjolski znakovni jezik, meksički znakovni jezik, brazilski znakovni jezik (LIBRAS), katalonski znakovni jezik, ukrajinski znakovni jezik, austrijski znakovni jezik (zajedno sa srodnim mađarskim znakovnim jezikom i potomkom češkim znakovnim jezikom) i drugi.
  - podskup ove skupine uključuje jezike koji su su se razvili pod jakim utjecajem američkog znakovnog jezika (ASL) ili su regionalne varijante ASL-a. Bolivijski znakovni jezik ponekad se smatra dijalektom ASL-a. Tajlandski znakovni jezik je mješoviti jezik izveden iz ASL-a i izvornih znakovnih jezika Bangkoka i Chiang Maia i može se smatrati dijelom ASL porodice. Ostali jezici na čije je stvaranje utjecao ASL jesu ugandski znakovni jezik, kenijski znakovni jezik, filipinski znakovni jezik i malezijski znakovni jezik .
  - prema izvješću SIL-a,[52] znakovni jezici Rusije, Moldavije i Ukrajine dijele visok stupanj leksičke sličnosti i mogu biti dijalekti jednog jezika ili različiti srodni jezici. Isto izvješće sugeriralo je "klaster" znakovnih jezika koji čine češki znakovni jezik, mađarski znakovni jeziki i slovački znakovni jezik. Ova skupina može uključivati i rumunjski, bugarski i poljski znakovni jezik.
- iz njemačkog znakovnog jezika (DGS) nastao je poljski znakovni jezik; također, vjerojatno je utjecao i na izraelski znakovni jezik, iako nije jasno potječe li potonji iz DGS-a ili iz austrijskog znakovnog jezika, koji je u francuskoj porodici.
- južni dijalekt kineskog znakovnog jezika iznjedrio je hongkonški znakovni jezik koji se koristi u Hong Kongu i Makau
- lyonski znakovni jezik mogao bi biti izvor flamanskog znakovnog jezika (VGT), iako nije potpuno sigurno.
- znakovni jezici Jordana, Libanona, Sirije, Palestine i Iraka (a možda i Saudijske Arabije) mogu biti dio istog jezičnog područja ili mogu biti jedan dijalekt većeg istočnoarapskog znakovnog jezika.
- izolirani jezici uključuju nikaragvanski znakovni jezik, turski znakovni jezik, armenski znakovni jezik, kata kolok, znakovni jezik Al-Sayyid beduina i znakovni jezik otoka Providence .

Jedina sveobuhvatna klasifikacija koja je detaljnija od samog popisivanja jezika datira iz 1991. Klasifikacija se temelji na 69 znakovnih jezika iz izdanja Ethnologuea iz 1988. koji su bili poznati u vrijeme konferencije o znakovnim jezicima 1989. u Montrealu. Još 11 jezika autor je dodao nakon konferencije.Kasnije izdanje Ethnologue iz 1992. godine obuhvaćalo je 81 znakovni jezik i u konačnici usvojilo Wittmannovu razliku između primarnih i alternativnih znakovnih jezika (vraćajući se na analizu Stokoe iz 1974.) i, manje jasno, na neke druge osobine iz njegove analize. Izdanje Ethnologue iz 2013. godine (17. izdanje) sada obuhvaća do 137 znakovnih jezika.
|                   | Primarni jezik | Primarna skupina | Pomoćni jezik | Pomoćna skupina |
| ----------------- | -------------- | ---------------- | ------------- | --------------- |
| Prototip-A        | 5              | 1                | 7             | 2               |
| Prototip-R        | 18             | 1                | 1             | –               |
| Izvedeno iz BSL-a | 8              | –                | –             | –               |
| Izvedeno iz DGS-a | 1 ili 2        | –                | –             | –               |
| Izvedeno iz JSL-a | 2              | –                | –             | –               |
| Izvedeno iz LSF-a | 30             | –                | –             | –               |
| LSG -izvedeno     | 1?             | –                | –             | –               |

U svojoj klasifikaciji autor razlikuje primarne i pomoćne znakovne jezike kao i pojedinačne jezike i nazive za koje se smatra da se odnose na više od jednog jezika. Prototip-A klasa jezika uključuje sve one znakovne jezike za koje se čini da se ne mogu izvesti ni iz jednog drugog jezika. Prototip-R jezici su jezici koji su ugrubo nastali iz prototip-A jezika (u mnogim slučajevima se smatra da je to bio francuski znakovni jezik) postupkom koji Kroeber naziva "difuzija podražaja". Obitelji BSL-a, DGS-a, JSL-a, LSF-a (a možda i LSG-a) bili su proizvodi kreolizacije i releksifikacije prototipskih jezika.

### Tipologija
Jezična tipologija temelji se na strukturi riječi i razlikuje morfološke klase kao što su aglutinativni/konkatenativni, flektivni, polisintetski, inkorporirajući i izolirani jezici.
Znakovni jezici tipološki se razlikuju prema redu riječi. Primjerice, austrijski znakovni jezik, japanski znakovni jezik i indo-pakistanski znakovni jezik imaju osnovni red riječi subjekt-objekt-predikat dok ASL ima subjekt-predikat-objekt. Moguće je da su okolni govorni jezici također utjecali na red riječi u znakovnim jezicima.
Mnogi znakovni jezici sadrže klasifikatore. Točnije, oblik šake klasifikatorskog znaka predstavlja objekt inkorporiran u prijelazni glagol. U sličnoj skupini neprijelaznih glagola (osobito glagola kretanja), subjekt je inkorporiran. Samo u nekoliko znakovnih jezika (na primjer, japanski znakovni jezik) vršitelji radnje uvijek su inkorporirani u klasifikatoru. Budući da se subjekti neprijelaznih glagola tretiraju slično kao objekti prijelaznih glagola, može se reći da inkorporacija u znakovnim jezicima slijedi ergativni obrazac.
Brentari klasificira znakovne jezike kao skupinu koju određuje medij, odnosno kanal komunikacije (vizualni umjesto auditivnoga). Prema Brentari, oni su kao skupina određeni kao monosilabički i polimorfemski. To znači da jedan slog (tj. jedna riječ ili jedan znak) može izraziti više morfema, npr. subjekt i objekt glagola određuju smjer kretanja glagola (fleksija).
Drugi ključ koji je korišten u proučavanju tipologije znakovnih jezika jesu sustavi glavnih brojeva. Utvrđene su tipološki značajne razlike između znakovnih jezika.

### Usvajanje
Djeca koja su izložena znakovnom jeziku od rođenja usvojit će ga kao što i čujuća djeca usvajaju svoj materinski (govorni) jezik.
Hipoteza kritičnog razdoblja navodi da se jezik, bilo govorni, bilo znakovni, lakše usvaja u ranoj dječjoj dobi zbog plastičnosti dječjega mozga nego u odrasloj dobi. Tako je istraživanje provedeno na Sveučilištu McGill pokazalo da su izvorni znakovatelji ASL-a, odnosno oni koji su taj jezik usvajali od rođenja, bili bolji u ponavljanju snimljenih rečenica na ASL-u od znakovatelja ASL-a koji su ga naučili kasnije u životu. Također su otkrili da postoje razlike u morfologiji rečenica na ASL-u između ove dvije skupine, što sve navodi na zaključak da postoji vrlo važno kritično razdoblje u učenju znakovnih jezika.
Usvajanje nemanualnih obilježja pokazuje zanimljiv obrazac: kada se nauči znak koji uvijek ima inherentno nemanualno obilježje (kao što su upitne riječi tj. znakovi), nemanualni aspekti pridružuju se znaku, ali dijete ne pokazuje fleksibilnost u uporabi kao odrasli. U određenom trenutku, nemanualne značajke se ispuštaju i znak se proizvodi bez izraza lica. Nakon nekoliko mjeseci, nemanualna obilježja ponovno se pojavljuju, ali onako kako bi ih koristili odrasli znakovatelji.

### Oblici zapisivanja
Znakovni jezici nemaju tradicionalni ili formalni pisani oblik.
Međutim, razvijeno je nekoliko načina za bilježenje znakovnih jezika u pisanom obliku.
- dr. William Stokoe osmislio je tzv. Stokoevu notaciju za svoj Rječnik američkog znakovnog jezika iz 1965.[66] To je apstraktni fonemski sustav notacije, osmišljen specifično za prikazivanje upotrebe ruku, no ne uključuje prikazivanje izraza lica ili drugih nemanualnih obilježja znakovnog jezika. Međutim, Stokoev sustav osmišljen je za potrebe istraživanja, osobito u izradi rječnika, a ne za opću upotrebu.
- Hamburški sustav notacije (HamNoSys), razvijen ranih 1990-ih, detaljan je fonetski sustav koji nije dizajniran ni za jedan određeni znakovni jezik. Zamišljen je kao sustav transkripcije za istraživače, a ne kao praktično pismo.
- David J. Peterson pokušao je stvoriti sustav fonetske transkripcije za znakovanje koja bi bila prilagođena ASCII-ju, poznat kao Međunarodna fonetska abeceda znakovnog jezika (SLIPA).
- Valerie Sutton razvila je 1974. SignWriting, sustav za fonetski prikaz znakovnih jezika (uključujući izgovaranje tijekom znakovanja, izraz lica i dinamiku pokreta). Ovaj sustav ponekad se koristi za detaljna istraživanja, dokumentiranje jezika, kao i objavljivanje tekstova i djela na znakovnom jeziku.
- si5s je još jedan, pretežito fonemski, notacijski sustav. Međutim, nekoliko znakova su logografi i/ili ideografi zbog regionalnih varijacija znakovnih jezika.
- ASL-phabet sustav je koji je osmislio dr. Sam Supalla prvenstveno za obrazovanje gluhe djece. Ovaj sustav koristi minimalističku zbirku simbola u redoslijedu Oblik šake-Lokacija-Pokret.
- sustav abecednog pisma za znakovne jezike (es. Sistema de escritura alfabética, SEA, po španjolskom nazivu i akronimu), koji su razvili lingvist Ángel Herrero Blanco i dva gluha istraživača, Juan José Alfaro i Inmacualada Cascales, objavljen je kao knjiga 2003.[67] i dostupan na španjolskom znakovnom jeziku on-line.[68] Ovaj sustav koristi slova latinične abecede s nekoliko dijakritičkih znakova za predstavljanje znaka kroz morfemski niz SLCQDF (dvoručni znak, mjesto, kontakt, oblik ruke, smjer i unutarnji oblik). Riječi koje se dobiju treba čitati znakovanjem. Sustav je dizajniran da bude primjenjiv na bilo koji znakovni jezik uz minimalne izmjene i da se može koristiti u bilo kojem mediju bez posebne opreme ili softvera. Nemanualna obilježja mogu se donekle kodirati, ali autori tvrde da sustav ne mora predstavljati sve elemente znaka da bi bio praktičan, kao što to ne čini ni zapisani govoreni jezik. Sustav je doživio i ažuriranja koja se javno čuvaju na wiki stranici.[69] Centar za jezično normiranje španjolskog znakovnog jezika upotrijebio je SEA za transkripciju svih znakova u svom rječniku.[70]

Do sada ne postoji konsenzus o pisanom obliku znakovnog jezika. Osim SignWritinga, nijedan nije u širokoj uporabi. Maria Galea navodi da SignWriting "postaje široko rasprostranjen, nezadrživ i nemoguć za praćenje. Jednako kao i djela napisana dobro razvijenim sustavom pisma kao što je latinično pismo, došlo je vrijeme u kojem je SignWriting toliko raširen, da je nemoguće navesti sva djela koja su nastala korištenjem ovoga sustava i koji su napisani o ovom sustavu bilježenja." Godine 2015. Federalno sveučilište Santa Catarina prihvatilo je radnju napisanu na brazilskom znakovnom jeziku koristeći Sutton SignWriting za potrebe magistarskog rada iz lingvistike. Rad pod nazivom "Pisanje gramatičkih nemanualnih izraza u rečenicama na LIBRAS-u korištenjem sustava znakovnog pisanja", autora Joãoa Paula Ampessana navodi da "podaci ukazuju na potrebu za upotrebom [nemanualnih izraza] u pisanju znakovnog jezika".

### Percepcija znakova
Kod izvornih znakovatelja, percepcija znakova utječe na to kako njihov um razumije vizualni jezik. Na primjer, oblik šake može varirati ovisno o drugim znakovima koji mu prethode ili će se pojaviti. Ove varijacije raspoređene su u perceptivne kategorije tijekom razvoja. Um otkriva različite oblike šake, ali grupira slične oblike u jednu kategoriju. Različiti oblici šake pohranjeni su u drugim kategorijama. Um zanemaruje neke sličnosti između različitih perceptivnih kategorija, dok istovremeno zadržava vizualne informacije pojedinih varijacija oblika šake unutar svake perceptivne kategorije.

## Znakovni jezik i društvo

### Zajednice Gluhih i kultura Gluhih
Kada Gluhe osobe čine relativno mali udio opće populacije, često nastaju zajednice Gluhih koje se razlikuju od okolne čujuće zajednice. Ovakve zajednice Gluhih postoje diljem svijeta, a posebno su povezane sa znakovnim jezicima koji se koriste u urbanim sredinama ili općenito u državi. Kulture koje su razvili vrlo su bogate.
Jedan primjer varijacije znakovnog jezika u zajednici Gluhih je crnački ASL. Ovaj znakovni jezik razvijen je u zajednici Gluhih crnaca kao varijanta ASL-a, zbog američke ere segregacije i rasizma kada su mladi Gluhi crni učenici bili prisiljeni pohađati odvojene škole od svojih bijelih Gluhih vršnjaka.

### Korištenje znakovnih jezika u čujućim zajednicama
Ponekad, pogotovo u zajednicama s visokom pojavnošću gluhih osoba, znakovni jezik gluhih koristi cijela mjesna zajednica, oblikujući takozvane „seoske znakovne jezike”„”. To se obično događa u malim, čvrsto integriranim zajednicama s ograničenim genskim fondom. Poznati primjeri uključuju:
- Znakovni jezik Martha's Vineyard, Sjedinjene Američke Države
- znakovni jezik Al-Sayyid beduina, Izrael
- Kata Kolok, Bali
- znakovni jezik Adamorobe, Gana
- Yucatec Maya znakovni jezik, Meksiko

U takvim zajednicama gluhe osobe općenito su dobro ukjlučene u opću zajednicu i nisu u društveno podređenijem položaju. U takvim društvima zapravo je teško govoriti o zasebnoj zajednici „Gluhih”.
Mnogi australski aboridžinski znakovni jezici nastali su u kontekstu govornih tabua, odnosno u situacijama kada govorenje nije dozvoljeno, kao što je primjerice tijekom obreda žalovanja i inicijacije. Oni su ili su bili posebno visoko razvijeni među narodima Warlpiri, Warumungu, Dieri, Kaytetye, Arrernte i Warlmanpa, a temelje se na njihovim govornim jezicima.
Znakovni jezik pojavio se među plemenima američkih Indijanaca u području Velikih nizina u Sjevernoj Americi (vidi znakovni jezik prerijskih Indijanaca) prije susreta s Europljanima. Koristili su ga čujući ljudi za komunikaciju među plemenima koja su govorila različitim govornim jezicima, ali i gluhe osobe. Koristi se i danas u plemenima Crow, Cheyenn i Arapaho.
Izolirani prilagođeni znakovi, tzv. manualni znakovi, također se koriste kao oblik potpomognute komunikacije za čujuće osobe koje imaju teškoća s govorenjem, odnosno glasovnim komuniciranjem.
Škole i sveučilišta s pretežito čujućim učenicima i studentima sve više izražavaju zanimanje za uključivanje znakovnoga jezika. U SAD-u je upis na nastavu ASL-a (američki znakovni jezik) kao stranoga, odnosno drugoga jezika, u porastu. Na Novome Zelandu, godinu dana nakon usvajanja Zakona o novozelandskom znakovnom jeziku 2006., objavljen je nastavni kurikul za škole prema kojima se novozelandski znakovni jezik može ponuditi kao izborni predmet. Kurikul i nastavni materijali osmišljeni su za srednje škole, od 7. do 10. razreda.

### Pravno prepoznavanje
Neki su znakovni jezici dobili neki od oblika pravnog prepoznavanja, dok drugi nemaju nikakav status. Sarah Batterbury zagovara da znakovne jezike treba prepoznati i podržati ne samo kao opciju za osobe s teškoćama ili invaliditetom, već i kao komunikacijski medij jezičnih zajednica.
Pravni zahtjevi koji reguliraju dostupnost informacija na znakovnome jeziku u medijima razlikuju se od zemlje do zemlje. U Ujedinjenom Kraljevstvu, Zakon o radioemitiranju iz 1996. bavio se potrebam slijepih i gluhih osoba, ali je od tada zamijenjen Zakonom o komunikacijama iz 2003. godine.

### Prevođenje
Kako bi se olakšala komunikacija gluhih i čujućih osoba, često se koriste prevoditelji za znakovne jezike. Prevođenje iziskuje značajan napor prevoditelja, s obzirom na to da su znakovni jezici potpuni prirodni jezici sa svojom vlastitom sintaksom, različitom od bilo kojega govornog jezika.
Prevođenja se obično odvija između znakovnoga i govornoga jezika koji se uobičajeno koriste u određenoj zemlji, kao što su francuski znakovni jezik (LSF) i francuski u Francuskoj, španjolski znakovni jezik (LSE) i španjolski u Španjolskoj, britanski znakovni Jezik (BSL) i engleski u Ujedinjenom Kraljevstvu, i američki znakovni jezik (ASL) i engleski u SAD-u i većini anglofone Kanade (budući da su BSL i ASL različiti znakovni jezici koji se koriste u zemljama engleskoga govornog područja), itd. Postoje i prevoditelji znakovnog jezika koji mogu prevoditi između rjeđih parova znakovnog i govornog jezika, npr. između španjolskoga znakovnog jezika i govornog engleskog, premda je takvih prevoditelja znatno manje.
Znakovni jezik ponekad se nudi za televizijske programe koji uključuju govor. Prevoditelj se obično pojavljuje u donjem kutu ekrana, dok se program prikazuje u punoj veličini ili je pak malo smanjen i odmaknut prema drugome kutu. Na tiskovnim konferencijama prevoditelj stoji lijevo ili desno od javnoga službenika koji govori kako bi i govornik i prevoditelj bili istovremeno u kadru. Prevođenje važnih televizijskih događaja uživo na znakovni jezik sve je uobičajenije, ali još uvijek neobvezujuće. U tradicijskom analognom prikazivanju neki se programi repriziraju izvan glavnoga termina uz prijevod na nacionalni znakovni jezik. Neke televizijske tehnologije u nastajanju omogućuju gledatelju uključivanje i isključivanje prevoditelja na sličan način kao što se može odabrati podnaslove.

### Tehnologija
Jedan od prvih pokazatelja mogućnosti telekomunikacija u pomoći korisnicima znakovnog jezika za međusobnu komuniciraju dogodila se kada je AT&T-ov videotelefon (zaštićen kao Picturephone) predstavljen javnosti na Svjetskomu sajmu u New Yorku 1964. – dvoje gluhih korisnika moglo je komunicirati znakovnim jezikom premda je jedan bio na sajmu, a drugi u drugome gradu. Međutim, videokomunikacija nije postala dostupna široj javnosti sve dok početkom 2000-ih infrastruktura nije postala dovoljn propusna za veliku količinu podataka koju stvaraju videi.
Danas internet omogućuje gluhim osobama razgovar putem videoveze, bilo s videotelefonom posebno dizajniranim za komunikaciju na znakovnomu jeziku ili s gotovim video uslugama dizajniranim za korištenje putem interneta i običnom računalnom mrežnom kamerom. Posebni videotelefoni koji su dizajnirani za komunikaciju na znakovnom jeziku mogu pružiti bolju kvalitetu od gotovih usluga i mogu koristiti metode skupljanja podataka posebno dizajnirane za povećanje razumljivosti znakovnih jezika. Razvijenija oprema omogućuje osobi daljinski upravljati videokamerom druge osobe, kako bi približila ili udaljila prikaz ili pak usmjerila kameru kako bi bolje vidjela i razumjela znakovanje.
Prevoditelji mogu biti prisutni s objema korisnicima u razgovoru, ali od ranih 2000-ih, s napretkom tehnologije, omogućeno je da prevoditelji pružaju usluge s udaljenih lokacija. Kod video prevođenja na daljinu (eng. video remote interpreting, VRI), dvoje korisnika (korisnik znakovnog jezika i čujuća osoba) nalaze se na jednom mjestu, a prevoditelj je na drugom. Prevoditelj s korisnikom znakovnog jezika komunicira putem videoveze, a s osobom koja čuje audiovezom. VRI se može koristiti u situacijama u kojima nema dostupnih prevoditelja na licu mjesta.
Međutim, VRI se ne može koristiti u situacijama u kojima sve strane razgovaraju samo putem telefona. S prevođenjem na daljinu putem video relay-a (eng. video relay service, VRS), znakovatelj, prevoditelj i čujuća osoba nalaze se na tri odvojene lokacije, omogućujući tako da dvoje korisnika međusobno razgovaraju telefonom uz pomoć prevoditelja.
S nedavnim razvojem umjetne inteligencije u računarstvu, razvijeni su neki noviji algoritmi strojnoga prevođenja temeljeni na dubokomu učenju koji automatski prevode kratke videozapise rečenica na znakovnom jeziku (često jednostavnih rečenica) izravno u pisani jezik.

### Ugroženost i izumiranje jezika
Kao i svaki govorni jezik, znakovni jezici također mogu biti ugroženi. Na primjer, znakovni jezik koji koristi mala zajednica može biti ugrožen, pa čak i potpuno napušten jer korisnici prelaze na znakovni jezik veće jezične zajednice, kao što se dogodilo s havajskim znakovnim jezikom koji je gotovo izumro, ostalo je svega nekoliko starijih znakovatelja. Čak i nacionalno priznati znakovni jezici mogu biti ugroženi; primjerice, broj znakovatelja novozelandskoga znakovnog jezik smanjuje se. Razvijaju se metode za procjenu jezične vitalnosti znakovnih jezika.
 

## Komunikacijski sustavi slični znakovnom jeziku
Postoji niz komunikacijskih sustava koji su u nekim aspektima slični znakovnim jezicima, premda nemaju sve karakteristike pravog prirodnog znakovnog jezika, posebno se to odnosi na njegovu gramatičku strukturu. Mnogi su od njih ili prethodnici prirodnih znakovnih jezika ili su iz njih nastali.

### Manualno kodirani govorni jezik
U interakciji gluhih i čujućih osoba mogu se razviti znakovni sustavi koji koriste znakove preuzete iz prirodnog znakovnog jezika, ali se koriste u skladu s gramatikom govornog jezika. Konkretnije, kada ljudi osmisle rečenicu u govornom jeziku te svaku riječ zamijene znakom koji predstavlja taj koncept, ono što se dobije nije prirodni znakovni jezik već manualno kodirani govorni jezik. Takvi sustavi mogu biti stvoreni u pokušaju da se gluhoj djeci približi govorni jezik te se uglavnom ne koriste izvan obrazovnog konteksta.

### „Znakovi za bebe” s čujućom djecom
Neki čujući roditelji poučavaju svoju malu čujućuju djecu znakovima. Budući da mišići u rukama beba rastu i razvijaju se brže od njihovih usta, znakovi se smatraju korisnom opcijom za bolju komunikaciju. Bebe obično mogu proizvesti znakove prije nego što progovore što smanjuje nesporazum kada roditelji pokušavaju shvatiti što njihovo dijete želi. Kada dijete počne govoriti, znakovi se obično napuštaju.
Ovo je u suprotnosti s čujućom djecom koja imaju gluhe roditeljima, koja općenito usvajaju znakovni jezik prirodno, isto kao i gluha djeca gluhih roditelja.
Također, treba istaknuti da su znakovi za bebe izolirani znakovi preuzeti većinom iz ASL-a te čujući roditelji svoju djecu poučavaju isključivo leksičkim jedinicima, odnosno znakovima, bez uključivanja gramatike pojedina znakovnoga jezika, tj. povezivanja tih znakova u složenije gramatičke iskaze. Dijete izloženo znakovima za bebe nije izloženo potpunom znakovnom jeziku pa se ni takvi programi ne bi trebali nazivati "znakovnim jezikom za bebe".

### Kućni znakovi
Neslužbeni, rudimentarni sustavi znakova ponekad se razvijaju unutar jedne obitelji. Na primjer, kada čujući roditelji koji ne znaju znakovni jezik imaju gluho dijete, dijete može prirodno razviti sustav znakova, ako ga roditelji ne potiskuju.
Kućni znakovi nastaju kada ne postoji ni jedan drugi konvencionalni način komunikacije. Unutar jednoga životnog vijeka i bez podrške ili povratne informacije zajednice znakovatelja, dijete prirodno izmišlja znakove kako bi zadovoljilo svoje komunikacijske potrebe, a može čak razviti i nekoliko gramatičkih pravila za slaganje kratkih znakovnih iskaza. Ipak, ovakav sustav nije prikladna za intelektualni razvoj djeteta i nije ni blizu zadovoljavanja standarda koje jezikoslovci koriste za opisivanje cjelovitoga jezika. Nijedna vrsta kućnih znakova nije prepoznata kao puni jezik.

### Uporaba kod primata
Postoji nekoliko poznatih znanstvenika koji su neljudske primate podučavali znakovima kako bi mogli komunicirati s ljudima, primjerice podučavali su čimpanze, gorile i orangutane. Međutim, jezikoslovci ističu da se u tim slučajevima ne radi o poznavanju ljudskoga jezika kao cjelovitoga sustava, nego samo znakova/riječi. Poznati primjeri životinja koje su naučile znakove su:
- Čimpanze: Washoe, Nim Chimpsky i Loulis
- Gorile: Koko i Michael

### Teorija gestovnoga podrijetla ljudskog jezika
Jedna od teorija evolucije ljudskog jezika kaže da se on prvo razvio kao gestovni sustav, koji se kasnije pretvorio u govor. Važno pitanje za gestovnu teoriju jest što je uzrokovalo prebacivanje na vokalizaciju, odnosno govorenje kao medij izražavanja jezika.